# Çengelköy
Çengelköy è una mahalle del comune e distretto di Scutari, nella provincia di Istanbul, in Turchia. Si trova sulla sponda asiatica dello stretto del Bosforo, tra i quartieri di Beylerbeyi e Kuleli. Çengelköy è un quartiere prevalentemente residenziale.

## Origine del nome
Il nome Çengelköy significa 'villaggio uncinato' e l'origine del nome è incerta. Secondo una storia, il villaggio prende il nome dall'ammiraglio ottomano del XIX secolo Çengeloğlu Tahir Pasha, che vi fece costruire una moschea e uno Yalı (a Çengelköy c'è una via Çengeloğlu). Un'altra storia fa derivare il nome dalla parola persiana çenkar, “granchio”, a causa dell'abbondanza di frutti di mare nel Bosforo. Un documento ottomano del XVI secolo sembra riferirsi al luogo come “Çenger köyü”.

## Storia
Dal VI secolo, il porto di Çengelköy si chiamava Sophianai a causa del palazzo che Giustino II fece costruire nelle vicinanze per la sua consorte Sofia.
Esso era un villaggio in cui, fino agli anni '60, vivevano soprattutto greci. 
Çengelköy è famosa per i piccoli cetrioli che un tempo vi si coltivavano (oggi coltivati a Kandıra).

## Monumenti e luoghi d'interesse
Nel periodo ottomano vi furono costruiti molti palazzi. Nel quartiere si trova una chiesa greco-ortodossa chiamata Aya Yorgi, oggi poco utilizzata. Fra i importanti palazzi di Çengelköy ci sono il palazzo di Abdullah Ağa e lo Yalı di Sadullah Pascià, sul Bosforo. 
Inaugurato nel 2015, il Centro culturale e sportivo Mehmet Çakır, composto da sei piscine coperte, è il più grande complesso sportivo della parte anatolica di Istanbul.
Su di una collina è situato il Padiglione di Vahdettin, noto anche come Padiglione di Çengelköy, residenza ufficiale della Presidenza della Repubblica e foresteria di Stato.

## Istruzione
In questa mahalle si trova il Campus di Çengelköy della Tarabya British Schools.